# Època leptònica
En els models cosmològics del big-bang, l'època leptònica va ser el període de l'evolució de l'univers primerenc en què els leptons (concretament electrons i neutrins) dominaven la massa de l'Univers. Va començar aproximadament 1 segon després del big-bang, un cop la majoria d'hadrons i anti-hadrons es van anihilar mútuament al final de l'època hadrònica. Durant aquest període, la temperatura de l'Univers encara era prou alta com per a crear parells de neutrins i d'electró-positró. Aproximadament 10 segons després, la temperatura de l'univers va baixar fins al punt que els parells electró-positró es van anihilar gradualment, i els fotons no tenien prou energia com per a poder regenerar-los (via el procés γ→e+e-). Un petit residu d'electrons, necessaris per tal de neutralitzar la càrrega positiva dels protons presents a l'Univers, es va mantenir juntament amb els neutrins en flux lliure. Aquesta època va ser seguida per la nucleosíntesi primordial.